# Mjongil állomás
Mjongil (Myeongil) állomás metróállomás a szöuli metró 5-ös vonalán, Kangdong-ku (Gangdong-gu) kerületben.

## Viszonylatok
| 5-ös vonal                                    | 5-ös vonal | 5-ös vonal                                     |
| --------------------------------------------- | ---------- | ---------------------------------------------- |
| Kubundari (Gubeundari) Panghva (Banghwa) felé | fő vonal   | Kodok (Godeok) Szangil-tong (Sangil-dong) felé |